# 寶山水庫
寶山水庫，位於台灣新竹縣寶山鄉，頭前溪支流柴梳山溪上游，距離新竹市區東方約10公里。興建於1981年，1985年正式啟用，為一公共給水單目標之水庫，為新竹科學園區主要供水之來源。
為與寶山第二水庫區分，部分民眾和媒體俗稱寶一水庫。

## 沿革
寶山水庫興建於1976年（民國六十五年），由於中央政府決定開闢新竹科學工業園區以推展高級精密工業，預計科學園區開發完成後，需用大量用水，為了配合園區開發，臺灣省政府建設廳於1976年請水利局規劃設計，並於1981年4月開工，1985年6月完工，總工程費約新臺幣六億八千萬元。

## 設施
寶山水庫係一離槽水庫，水源係利用頭前溪之支流上坪溪豐水期或雨季之逕流，於竹東鎮軟橋里竹東圳入口處設攔河堰引水，經竹東圳導水入水庫儲存。寶山水庫位置在頭前溪支流柴梳溪上游，即寶山鄉山湖村，距新竹市約十六公里。水庫集水區面積約3.20平方公里，總蓄水量5,470,000立方公尺，正常蓄水位標高141.60公尺，壩型屬土堰隄、壩頂長260公尺、壩頂寬10公尺、壩身高度34.50公尺。主要供應新竹科學園區之工業用水及新竹、竹北、寶山、竹東等地區地方民生用水、灌溉用水等等，每天民生及工業用水供水量約六萬噸至七萬噸，其中公共給水為每日4.2萬立方公尺。

## 寶山第二水庫
近年來由於新竹科學園區的發展，吸引大量外來人口，用水需求增加，因此興建了寶山第二水庫。寶山第二水庫完工後，與寶山水庫聯合供應新竹地區的民生及工業用水。

## 外部連結
- 經濟部水利署北區水資源局全球資訊網-寶山水庫 （页面存档备份，存于）
- 經濟部水利署全球資訊網-寶山水庫 （页面存档备份，存于）
- 台灣水庫即時水情 （页面存档备份，存于）